# ووبارنو
ووبارنو (به ایتالیایی: Vobarno) یک کومونه در ایتالیا است که در استان برشا واقع شده‌است.

## خصوصیات
ووبارنو ۵۳٫۲۰ کیلومترمربع مساحت و ۸٬۲۸۸ نفر جمعیت دارد و ۲۴۵ متر بالاتر از سطح دریا واقع شده‌است.

## خواهرخوانده
شهر زومگ خواهرخواندهٔ ووبارنو هست.